# Alexandre d'Abonuteichos
 (octobre 2023).
Alexandre d'Abonuteichos (ou Alexandre d'Abonotique ou Alexandre de Paphlagonie), né vers 105 et mort vers 175, est un mystique, prêtre du culte d'Asclépios et de Salus qui existait déjà, à l'imitation du culte à mystères d'Éleusis. Cet émule du néo-pythagoricien Apollonios de Tyane institua vers 150 un oracle de Glycon dans le port paphlagonien d'Abonuteichos (« muraille d'Abonou », en grec). Il aurait exercé une influence sur Marc Aurèle durant sa campagne contre les Germains.
Si l'on considère que la présentation faite par Lucien de Samosate, qui le qualifie d’« odieux charlatan », est trop hostile, on peut placer Alexandre d'Abonuteichos dans la lignée des philosophes néopythagoriciens, comme Apollonios de Tyane. Tel est le parti de Charles Kahn : « Ces deux figures, Apollonios et Alexandre, respectivement contemporains de Nicomaque de Gérase et de Numénios d'Apamée, représentent une version du pythagorisme qui revient bien au-delà de la tradition de la philosophie néopythagoricienne. Apollonios et Alexandre ne sont pas des philosophes, ce sont des sophoi, des sages dans les domaines de la religion et de l'occulte ». Ainsi, Alexandre est parfois présenté comme une réincarnation de Pythagore.

## Le culte du serpent Glycon

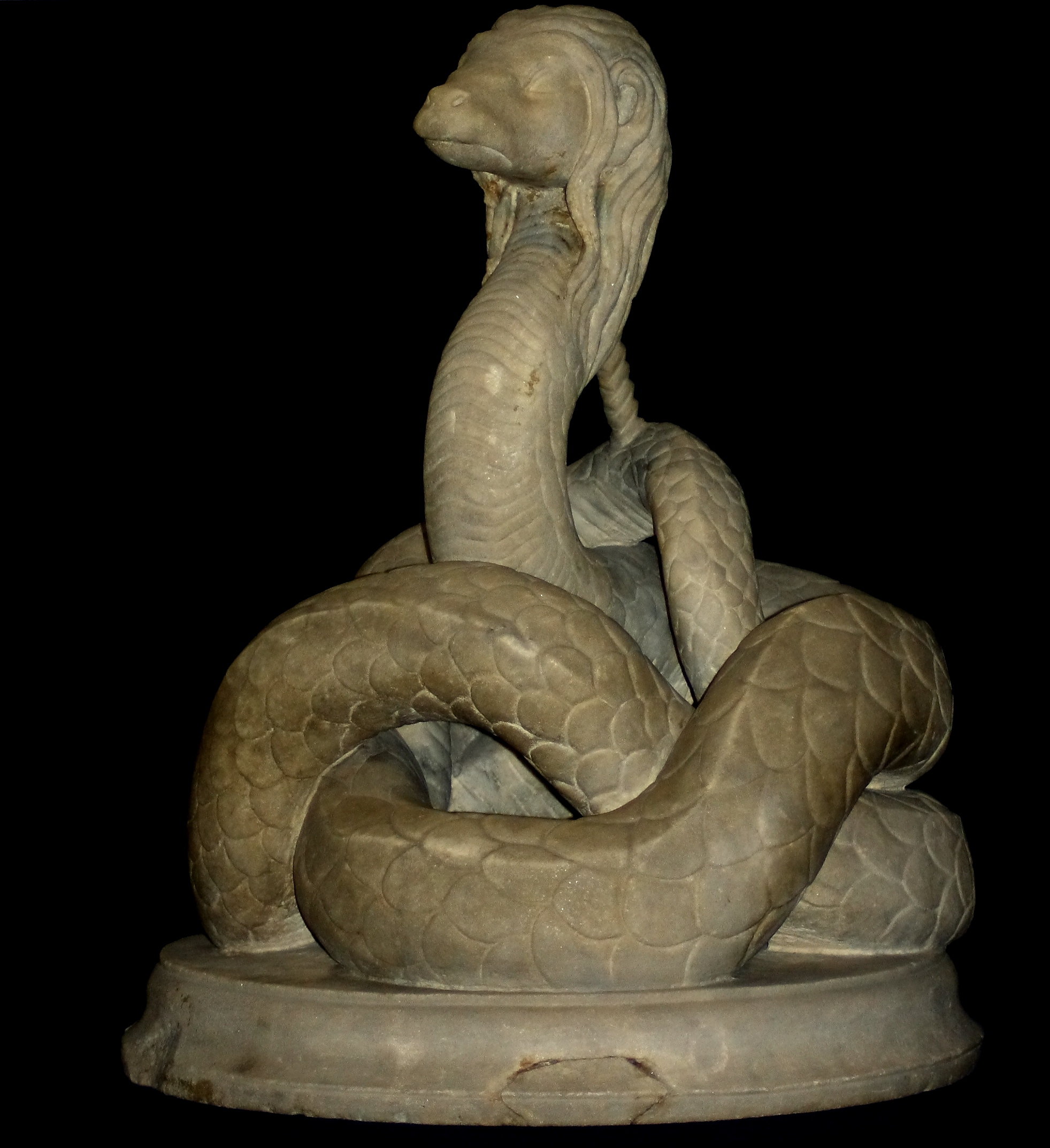
Statue du serpent Glycon retrouvée à Tomis (aujourd'hui Constanza, en Roumanie).

Quelque temps avant 160, Alexandre forma un culte autour de l'adoration d'un nouveau dieu-serpent, Glycon, et le fixa à Abonoteichus. Ayant fait circuler une prophétie selon laquelle le fils d'Apollon devait renaître, il s'arrangea pour que l'on trouve dans les fondations du temple d'Esculape, en construction à Abonoteichus, un œuf dans lequel se trouvait un petit serpent vivant. À une époque où la superstition était le lot commun, Alexandre n'eut guère de mal à convaincre les Paphlagoniens de la seconde venue du dieu sous le nom de Glycon, un grand serpent apprivoisé à fausse tête humaine, qu’Alexandre présentait enroulé autour de lui alors qu'il était assis dans une châsse du temple [9], alors qu’il donnait des "autophones", ou oracles non demandés [2]. Les nombreuses questions qu’on lui posaient recevaient des réponses d'Alexandre sous forme de prédictions. Dans son année la plus prospère, il aurait donné près de 80 000 réponses, concernant des afflictions corporelles, mentales et sociales, et pour chacune d'elles, il recevait une drachme et deux oboles[8].
Les instructions de guérison étaient généralement associées à des oracles, mais Alexandre fit plus : il institua des mystères comme ceux d'Éleusis. Grâce au culte, Alexandre a accédé à un certain niveau d'influence politique - sa fille a épousé Publius Mummius Sisenna Rutilianus, le gouverneur de la province romaine d'Asie. Pendant la peste de 166, un verset de l'oracle a été utilisé comme amulette et inscrit sur les portes des maisons pour les protéger, et un oracle a été envoyé, à la demande de Marc Aurèle, par Alexandre à l'armée romaine sur le Danube pendant la guerre avec les Marcomans, déclarant que la victoire suivrait le jet de deux lions vivants dans le fleuve. Le résultat fut un grand désastre .
Ses principaux adversaires étaient les épicuriens et les chrétiens . Le récit d'Alexandre par Lucien représente les chrétiens - avec les épicuriens - comme les ennemis particuliers et les principaux objets de sa haine : Les épicuriens avaient trop peu de religion ou de superstition pour céder à un prétendu homme de religion ; et la foi chrétienne était trop profondément enracinée pour envisager une quelconque cohabitation avec Alexandre[12]

Son culte du « Nouvel Esculape », le serpent à tête semi-humaine Glycon, devait répondre aux attentes de ses contemporains, car il se propagea jusqu'à Rome, dans tout l'espace danubien et la Syrie. Ce culte se caractérisait par le secret, l'initiation, le silence pendant les rituels, des fêtes à mystères et la résurrection symbolique d'un prophète. Selon Lucien, chrétiens et épicuriens ne pouvaient pas être initiés (Alexandre, 38 : « à la porte les chrétiens, à la porte les épicuriens »). Le culte survécut jusqu'au milieu du IIIe siècle.
Alexandre entretenait à Rome de bonnes relations qui le conduisirent pendant le règne d'Antonin le Pieux à faire rebaptiser la ville de son culte (Abonuteichos) en « Iônopolis » (actuelle Inebolu). C'est pourquoi, sous les règnes d'Antonin le Pieux, de Caracalla et de Maximin le Thrace, on frappa des monnaies dont le motif était le serpent Glycon rendant des oracles. Le culte continua après la mort d'Alexandre mais sans l'oracle, avec Alexandre érigé en héros et modèle.

## Le personnage de Lucien
Lucien déclare avoir rencontré personnellement Alexandre. Il le dépeint comme un charlatan, certainement intelligent mais sans scrupules, qui tirait profit de la mode des oracles, florissante au IIe siècle. Son livre, qui date d'après 180, est un pamphlet rédigé sur un mode rationaliste, dénonçant Alexandre comme un escroc.

### Sources
1. Lucien de Samosate, Alexandre, ou Le faux prophète (ap. 180), Pierre-Emmanuel Dauzat (Introduction), Marcel Caster (Traduction du grec), Les Belles Lettres, 2002, 76 p. Trad. en ligne Joseph Longton 1998 bcs.fltr.ucl.ac.be
2. l'oracle du dieu serpent Glycon
- L. Robert, À travers l'Asie Mineure, Bibliothèque des Écoles Françaises d'Athènes et de Rome, vol. 239, Paris, 1980, p. 392-421.

### Études
- (de) Angelos Chaniotis : Wie erfindet man Rituale für einen neuen Kult? Recycling von Ritualen - das Erfolgsrezept Alexanders von Abonouteichos, Forum Ritualdynamik 9, Heidelberg 2004 Lire en ligne
- (en) G. Anderson, Sage, Saint and Sophist, Routledge, 1994.
- Émile Chambry, Alain Billault, Émeline Marquis et Dominique Goust (trad. du grec ancien par Émile Chambry, préf. Alain Billault), Lucien de Samosate : Œuvres complètes, Paris, Éditions Robert Laffont, coll. « Bouquins », 2015, 1248 p. (ISBN 978-2-221-10902-1). .
- Franz Cumont, « Alexandre d'Abonotichus et le Néo-Pythagorisme », Revue de l'histoire des religions, 86 (1922), p. 202-210.
- (en) Charles H. Kahn, Pythagoras and the Pythagoreans, Hackett Publishing Company, 2001, p. 145-146.